# Unidad Internacional de Amargor

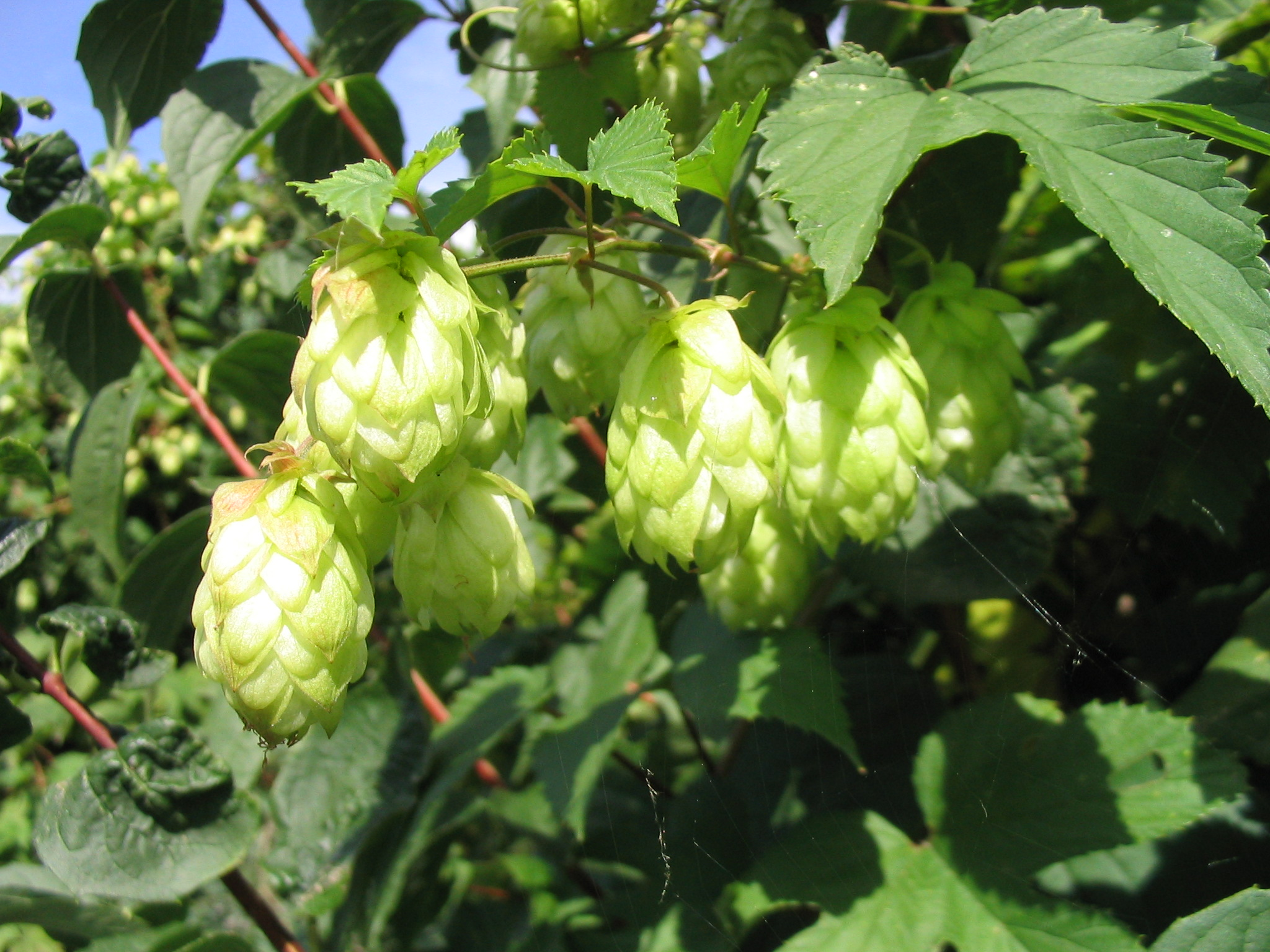
El lúpulo es el responsable del amargor de la cerveza.

La Unidad Internacional de Amargor, conocida por su sigla IBU (International Bitterness Unit), es la unidad utilizada para medir el amargor de la cerveza. Si un litro de esta bebida contiene un mg de iso-alfa ácidos, entonces tiene 1 IBU. Una lager puede tener unos 10 IBUs, mientras que una India Pale Ale puede rondar los 60.
| IBU en algunos tipos comunes de cerveza | IBU en algunos tipos comunes de cerveza | IBU en algunos tipos comunes de cerveza |
| Estilo de cerveza                       | IBU                                     |                                         |
| --------------------------------------- | --------------------------------------- | --------------------------------------- |
| Lambic                                  | 0-10                                    |                                         |
| Wheat beer                              | 8-18                                    |                                         |
| American lager                          | 8-26                                    |                                         |
| Kölsch                                  | 20-30                                   |                                         |
| Pilsner                                 | 24-44                                   |                                         |
| Porter                                  | 18-50                                   |                                         |
| Bitter                                  | 24-50                                   |                                         |
| Pale ale                                | 30-50                                   |                                         |
| Stout                                   | 30-90                                   |                                         |
| Barleywine                              | 34-120                                  |                                         |
| India pale ale                          | 40-120                                  |                                         |

La escala de Unidad Internacional de Amargor, o simplemente escala IBU, se utiliza para cuantificar aproximadamente el amargor de la cerveza. Esta escala no se mide por el amargor percibido de la cerveza, sino más bien por la cantidad de ácidos iso-alfa. Hay varios métodos para medir IBU. La forma más común y ampliamente utilizada es la espectrofotometría. En este proceso, los lúpulos se hierven en mosto para promover la isomerización. Dado que los ácidos iso-alfa son ligeramente hidrófobos, una reducción del pH mediante la adición de ácido aumenta la hidrofobicidad de los ácidos iso-alfa. En este punto, se agrega una solución orgánica y los ácidos iso-alfa se desplazan a la capa orgánica fuera del mosto acuoso. Esta nueva solución se coloca en un espectrofotómetro y se lee la absorbancia a 275 nm. A esta longitud de onda, los ácidos iso-alfa tienen su mayor absorbancia, lo que permite calcular la concentración de estas moléculas amargas. Esta técnica fue adoptada al mismo tiempo que otro método basado en medir la concentración (en miligramos por litro; partes por millón p / v) de ácidos α isomerizados (IAA) en una cerveza, causando cierta confusión entre los cerveceros en pequeña escala.
La Sociedad Estadounidense de Químicos Cerveceros, en la introducción a sus métodos para medir el amargor, señala algunas diferencias entre los resultados de los dos métodos:

Si bien los resultados de los métodos IAA son prácticamente idénticos a los obtenidos por el método [I] BU para la cerveza elaborada con lúpulo fresco, los IAA de la cerveza elaborada con lúpulos viejos o mal almacenados, y con ciertos extractos especiales de lúpulo, pueden ser significativamente menores que la cifra de [I] BU.